# Башня Эппинга
Ба́шня Э́ппинга (эст. Eppingi torn) — башня Таллинской крепостной стены в северо-западной её части, между воротами Нунне (не сохранились, разрушены в 1868 году) и Большими Морскими воротами, на улице Лабораториуми, д. 31. Соседние башни — Плате и Грузбекетагуне. Памятник архитектуры XIV—XVI веков.

## История
Башня, вероятно, была построена около 1370 года и достраивалась примерно в 1400 и 1510 годах. Первоначально имела в плане подковообразную форму, 3 этажа и высоту 11 м. Внизу был склад, над ним два оборонительных этажа, в обеих внешних стенах было пять огневых амбразур.
Названа в честь руководителя строительства, мэра города Тидерико Эппинга (Тидерико Эппинца). В XV веке её называли башней за монастырем священника Олевисте (thorn achter sunte Olaues wedeme).
На втором этапе строительства были добавлены два новых защитных этажа. К 1530 году башня достигла высоты 22,5 м и имела шесть этажей. Старые бойницы были закрыты. Во всех помещениях были настелены деревянные полы. При ремонтных работах в 1935—1936 годах у башни была устроена каменная крыша.
Во времена Эстонской ССР в башне располагалась котельная КГБ и МВД. В 2005 году башня была отремонтирована для использования под временные выставки и другие культурные мероприятия.